# Olindo Natale Spagnolo Martellozzo
Olindo Natale Spagnolo Martellozzo MCCJ (* 25. Dezember 1925 in Santa Giustina in Colle, Provinz Padua, Italien; † 23. Juli 2008) war römisch-katholischer Weihbischof in Guayaquil, Ecuador.

## Leben
Olindo Natale Spagnolo Martellozzo trat der Ordensgemeinschaft der Comboni-Missionare vom Herzen Jesu bei. Er studierte Katholische Theologie und Missionswissenschaft am Collegio di Propaganda Fide in Rom sowie Kommunikationswissenschaft an der Päpstlichen Universität Heiliger Thomas von Aquin („Angelicum“). Am 29. März 1952 empfing er die Priesterweihe in der Lateranbasilika in Rom. Er war anschließend in der Mission tätig, zunächst in Afrika, dann in Ecuador.
1990 wurde er von Papst Johannes Paul II. zum Titularbischof von Cissi ernannt und zum Weihbischof im Erzbistum Guayaquil bestellt, einem 1838 gegründeten Bistum. Die Bischofsweihe spendete ihm am 3. März 1990 der Erzbischof von Guayaquil und Militärbischof von Ecuador, Juan Ignacio Larrea Holguín; Mitkonsekratoren waren der ehemalige Erzbischof von Guayaquil und spätere Kardinal Bernardino Echeverría Ruiz OFM und Bischof Enrico Bartolucci Panaroni, Apostolischer Vikar von Esmeraldas, Ecuador.
Spagnolo Martellozzo engagierte sich insbesondere als Bischofsvikar von Stella Maris in den Stadtvierteln Guasmo und Malvinas, Slumvierteln in der reichen Hafenstadt Guayaquil, in denen über eine Million Menschen leben und wurde deshalb auch „Bischof der Armen“ genannt. Zudem war er Vorsitzender der Abteilung für Humanressourcen und Mobilität der ecuadorianischen Bischofskonferenz.
2001 wurde seinem Rücktrittsgesuch durch Papst Johannes Paul II. stattgegeben. Er starb an Herzproblemen und wurde unter großer Anteilnahme der Bevölkerung in der Kirche Estella Maris in Guasmo Sur beigesetzt.